# 水中攝影
水中摄影，又称水下摄影、水底摄影、潜水摄影，是利用水下摄影摄像设备，在浮潜或水肺潜水中，对水下景观、水下生物或潜水者进行拍摄。每年，在世界多个地区有相关的水下摄影比赛举办。
水下攝影器材有兩種類型，一種是本身採防水設計的照相機，通常會標示防水防塵等級（Ingress Protection Rating）及最大水深。另一種是一般的相機加裝防水殼、防水袋或防水套。
防水壳的防水深度通常在40米或60米，也有达75米甚至100米以上的。除了专用防水壳以外，水下摄影设备水下闪光灯、照明灯和配套的电缆，专业设备还配有多种型号的广角、变焦和微距镜头罩。专业摄影师通常使用广角镜头来拍摄景观、人物或大型海洋生物，而用微距镜头来拍摄尺寸微小的海洋生物。